# Борогань
Борогань (рум. Borogani) — село в Леовському районі Молдови. Утворює окрему комуну.